# Hoher Sand
Ein Hoher Sand ist ein altägyptischer Kultbau. Er besteht aus einer quadratischen Sandanschüttung, die von dammartigen Stein- oder Ziegelmauern mit abgerundeten Ecken umschlossen wird. Auf dieser steht das eigentliche Heiligtum. Der Hohe Sand symbolisiert eine aus dem Urozean auftauchende Insel. Die Benennung geht auf Herbert Ricke zurück.
Bisher bekannte Anlagen:
- Hierakonpolis, frühes Altes Reich, Durchmesser 46 × 46 Meter
- Heliopolis, Durchmesser 600 × 600 Meter
- Tell el-Yahudiya, Durchmesser 450 × 470 Meter